# Aricia inanis
Aricia inanis är en fjärilsart som beskrevs av Ruggero Verity 1938. Aricia inanis ingår i släktet Aricia och familjen juvelvingar. Inga underarter finns listade i Catalogue of Life.